# Tarass Boulba (film, 1936)
Pour les articles homonymes, voir Tarass Boulba (homonymie).
Pour plus de détails, voir Fiche technique et Distribution.
Tarass Boulba  est un film français réalisé par Alexis Granowsky, sorti en 1936.

## Synopsis
C'est la confrontration mouvementée d'un vieux chef cosaque et de ses deux fils avec le peuple polonais.

## Fiche technique
- Titre : Tarass Boulba
- Réalisation : Alexis Granowsky
- Scénario : Pierre Benoit et Fritz Falkenstein d'après le roman de Nicolas Gogol
- Dialogues : Carlo Rim et Jacques Natanson
- Photographie : Jean Bachelet, Louis Née et Franz Planer
- Son : Marcel Courmes
- Montage : Jacques Saint-Léonard
- Musique : Paul Dessau et Joe Hajos
- Société de production : GG Films
- Pays d'origine :  France
- Noir et blanc - 35 mm - 1,37:1 - Mono
- Genre : Drame historique
- Durée : 87 minutes
- Date de sortie : France, 5 mars 1936

## Distribution
- Harry Baur : Tarass Boulba
- Jean-Pierre Aumont : André Boulba
- Danielle Darrieux : Marina
- Roger Duchesne : Ostap Boulba
- Fernand Ledoux : Tovkatch
- Pierre Larquey : Sachka
- Jeanne Crispin : Galka
- Georges Paulais : Ibrahim
- Paul Amiot : Le prince Zamnitzki
- Pauline Carton : La gouvernante
- Nane Germon : Zelma
- Noël Roquevert : Un cosaque
- Georges Saillard : Un cosaque
- Pierre Piérade : rôle non-spécifié
- Gustave Huberdeau :  Un cosaque